# Vandeleuria oleracea
Vandeleuria oleracea är en däggdjursart som först beskrevs av Bennett 1832.  Vandeleuria oleracea ingår i släktet Vandeleuria och familjen råttdjur. IUCN kategoriserar arten globalt som livskraftig. Vandeleuria nilagirica betraktades tidvis som underart till Vandeleuria oleracea men den godkänns numera som självständig art, annars finns inga underarter listade.
Råttdjurets utbredningsområde sträcker sig från Kashmir och södra Indien till norra Vietnam, Laos, östra Thailand och västra Kambodja. Avskilda populationer finns på Sri Lanka och i södra Vietnam. Arten saknas däremot i centrala Indien. Den vistas i kulliga områden och låga bergstrakter upp till 1500 meter över havet. Habitatet utgörs av olika slags skogar, ofta med tät undervegetation. Djuret uppsöker även odlade områden, buskskogar och gräsmarker som ligger nära skogar med större träd.
Andra arter i släktet äter frukter och unga växtskott och Vandeleuria oleracea borde ha samma föda.